# Амурски залив
Аму̀рският залив (на руски: Амурский залив) в Японско море е част от големия залив Петър Велики, в Приморски край на Русия.
Дължина около 65 km, ширина 9-20 km, дълбочина до 20 m. В него има няколко малки острова (Коврижка, Речной и др.). В северозападния му край чрез делта се влива река Раздолная. Замръзва през зимата (от края на декември до средата на март), но образува тънка ледена покривка.
На източния му бряг е разположен град Владивосток с прилежащото пристанище и селата Трудовое, Береговое, Перевозное и Безверхово, както и голяма вилна зона с множество пансиони, санаториуми и детски лагери. По северния бряг лежат селата Угловое, Прохладное, Зима Южная, Де Фриз, Тавричанка и Девятий Вал.
Първото достоверно топографско картиране на бреговете на залива и островите в него е извършено празе 1861 г. от руския флотски офицер Василий Бабкин.

## Топографски карти
- К-52-ХІІ М 1:200000